# Nuoto artistico ai XX Giochi dei piccoli stati d'Europa
Le competizioni di nuoto artistico ai XX Giochi dei piccoli stati d'Europa si sono svolte dal 30 al 31 maggio 2025 ad Andorra la Vella.

## Podi

### Donne
| Evento       | Oro                                                | Argento                                                       | Bronzo                                |
| Solo tecnico | Jasmine Verbena                                    | Zea Montfort                                                  | Thea Grima Buttigieg                  |
| Solo libero  | Jasmine Verbena                                    | Zea Montfort                                                  | Ana Culic                             |
| Duo tecnico  | Andorra Zoe Palau Alcaide Jasmine Serrano Steksova | Andorra Mariona Casas Montejo Aran Van Den Eerenbeemt Sanabre | Malta Ana Culic Thea Grima Buttigieg  |
| Duo libero   | Malta Ana Culic Thea Grima Buttigieg               | Andorra Mariona Casas Montejo Aran Van Den Eerenbeemt Sanabre | Liechtenstein Kira Beck Aurora Notaro |

## Medagliere
| Pos.   | Paese         | Oro | Argento | Bronzo | Totale |
| ------ | ------------- | --- | ------- | ------ | ------ |
| 1      | San Marino    | 2   | 0       | 0      | 2      |
| 2      | Malta         | 1   | 2       | 3      | 6      |
| 3      | Andorra       | 1   | 2       | 0      | 3      |
| 4      | Liechtenstein | 0   | 0       | 1      | 1      |
| Totale | Totale        | 4   | 4       | 4      | 12     |